# Мшинская (станция)
Мши́нская — станция на 109 км линии Санкт-Петербург — Луга. Расположена в центре посёлка Мшинская, в Лужском районе Ленинградской области. Севернее станции по эстакаде над путями, в объезд посёлка, проходит автодорога М20 (E 95) Санкт-Петербург — Псков. Южнее станции имеется недействующий на сегодняшний день переезд через старую трассу автодороги М20, проходящую через посёлок.
На станции останавливаются все проходящие через неё электропоезда, кроме следующих на Псков. Для некоторых электропоездов из Санкт-Петербурга она является конечной. Электропоезда до станции Мшинская отправляются с Балтийского вокзала Санкт-Петербурга. Существует зимнее и летнее расписание электропоездов.

## История
МШИНСКАЯ — станция железной дороги при колодцах, число дворов — 3, число жителей: 15 м. п., 6 ж. п. (1862 год)

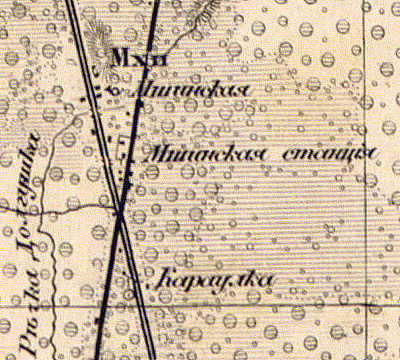
Станция Мшинская на карте 1863 г.

Согласно материалам по статистике народного хозяйства Лужского уезда 1891 года, Мшинский участок в 1 версте от станции Мшинская площадью 227 десятин, являлся имением великой княгини Екатерины Михайловны.
Станция была освобождена от немецких войск 4 февраля 1944 года.
В 1971 году станция была электрифицирована напряжением 3,3 кВ постоянного тока в составе однопутного участка Сиверская - Луга-I. В том же году была сооружена высокая пассажирская островная платформа, находящаяся в южной части станции.
В 1986 году на участке от ст. Сиверская до ст. Луга-I в связи с увеличением пар электропоездов и пропускной способности был сооружен и электрифицирован напряжением 3,3 кВ постоянного тока второй главный путь. В том же году станция прошла реконструкцию. Были пристроены и электрифицированы II главный и 4 боковые пути, а 6 и 7 пути были укорочены и превращены в тупиковые; построены две новые высокие островные пассажирские платформы и пешеходный мост, перекинутый через все пути станции, а старая пассажирская островная платформа (1971 года постройки) была выведена из эксплуатации (разобрана в начале 2010-х годов). Тогда же были введены дополнительные электропоезда из Ленинграда, для которых станция Мшинская была конечной.